# Melitta seitzi
Melitta seitzi is een vliesvleugelig insect uit de familie Melittidae. De wetenschappelijke naam van de soort is voor het eerst geldig gepubliceerd in 1927 door Alfken.